# سيدة المنطرة

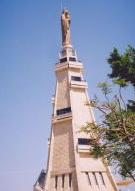
سيدة المنطرة.

سيّدة المنطرة هي مزار روماني كاثوليكي تُقامُ فيه الصلوات والقداديس. يقع على مشارف بلدة مغدوشة جنوب لبنان. وقد كان المزار مجرد مغارة صغيرة تعلوها فتحة سمحت باكتشافها من قِبل أحدِ الرعاة مع مطلع القرن 18. وأُقيم بالقرب منها برجٌ عالٍ يبلغُ ارتفاعه ثمانية وعشرين متراً، يعلوه تمثالٌ برونزي يبلغُ ارتفاعه ثمانية أمتار ونصف؛ يمثل مريم العذراء وهي تحمل طفلَها يسوع.
يُذكر في إنجيل (مرقس / ومتى /- 29 ) أن السيد المسيح قصد مدينتي صيدا وصور مصطحباً معه تلامذته ومن آمن به، ويعرف عن هاتين المدينتين أنهما كانتا من المدن الوثنية التي يُحظر على النساء دخولها، من هنا فقد رجَّح المؤرخون أن تكون العذراء مريم قد إنتظرت إبنها في بلدة مغدوشة كونها الأقرب إلى مدينتي صيدا وصور.